# Athletic Club Sparta Praha fotbal 2016-2017
Questa voce raccoglie le informazioni riguardanti l'Athletic Club Sparta Praha fotbal nelle competizioni ufficiali della stagione 2016-2017.

## Stagione
Il club vive una stagione altalenante condizionata da diversi cambi di allenatore: una brutta partenza tra campionato e coppe europee costa la panchina all'allenatore Ščasný, rimpiazzato da Požár. In primavera, anche questi è licenziato e sostituito da Rada, che traghetterà la formazione fino a giugno. Nel campionato nazionale lo Sparta resta praticamente inviolato in casa – perde solo con lo Slavia Praga, poi vincitore del titolo davanti a Viktoria Plzeň e allo Sparta stesso – tuttavia si ferma spesso ed esce presto dalla lotta al titolo, raggiungendo la terza posizione che vale l'Europa League 2017-2018. In Coppa, i granata cadono a Zlin contro il Fastav Zlín futuro vincitore della competizione per 3-1, in rimonta, ai supplementari. Per il terzo anno consecutivo, esce anticipatamente anche dalla UEFA Champions League, al terzo turno preliminare, quest'anno contro la Steaua Bucarest (3-1).
Lo Sparta Praga si avventura in Europa League superando i danesi del SønderjyskE ai play-off e venendo raggruppata assieme all'Internazionale Milano, al Southampton e al BeerSheva. Due settimane dopo aver perso nettamente con gli inglesi (3-0), lo Sparta, sfavorito, batte Inter (3-1), Hapoel Beer Sheva (0-1 e 2-0) e Southampton (1-0), permettendosi il lusso di perdere l'ultimo incontro con l'Inter (2-1) eliminata e di passare il girone al primo posto.
I cechi escono ai sedicesimi di finale contro i russi del Rostov (5-1).

## Calciomercato
Il calciomercato dello Sparta Praga è movimentato da diversi trasferimenti sia in entrata sia in uscita.
Arrivano allo Sparta Praga Vaclav Kadlec (per € 2,7 milioni dal Midtjylland), Vatajelu (€ 1,3 milioni dall'FCU Craiova), Karavaev (un milione di euro dal CSKA Mosca), Albiach (€ 0,55 milioni dal Dukla Praga) e Holzer (€ 0,4 milioni dal Baník Ostrava), oltre ai parametro zero Rosicky dall'Arsenal e Michal Kadlec dal Fenerbahçe.
Fanno cassa le cessioni di Martin Nešpor (allo Zagłębie Lubin per € 0,3 milioni), Kamil Vacek (al Maccabi Haifa per € 0,35 milioni), Kehinde Fatai (all'Ufa per € 1,3 milioni) e Jakub Brabec (al Gent in cambio di € 2,5 milioni). Bořek Dočkal finisce in Cina, all'Henan Jianye che ne paga il cartellino otto milioni e mezzo di euro, mentre l'esterno Ladislav Krejčí e la punta Patrik Schick debuttano nel campionato di Serie A acquistati rispettivamente da Bologna (per € 3,8 milioni) e Sampdoria (per € 4 milioni).

## Rosa
| N. |                           | Ruolo | Calciatore              |
| -- | ------------------------- | ----- | ----------------------- |
| 1  | Rep. Ceca (bandiera)      | P     | Marek Štěch             |
| 2  | Rep. Ceca (bandiera)      | D     | Ondřej Mazuch           |
| 3  | Rep. Ceca (bandiera)      | D     | Michal Kadlec           |
| 4  | Rep. Ceca (bandiera)      | D     | Vjačeslav Karavaev      |
| 6  | Rep. Ceca (bandiera)      | C     | Lukáš Vácha             |
| 8  | Rep. Ceca (bandiera)      | D     | David Hovorka           |
| 10 | Rep. Ceca (bandiera)      | C     | Tomáš Rosický           |
| 11 | Rep. Ceca (bandiera)      | C     | Lukáš Mareček           |
| 14 | Rep. Ceca (bandiera)      | C     | Martin Frýdek           |
| 15 | Spagna (bandiera)         | A     | Néstor Albiach          |
| 16 | Rep. Ceca (bandiera)      | C     | Michal Sáček            |
| 17 | Rep. Ceca (bandiera)      | C     | Aleš Čermák             |
| 18 | Costa d'Avorio (bandiera) | C     | Tiémoko Konaté          |
| 19 | Rep. Ceca (bandiera)      | D     | Martin Nový             |
| 21 | Rep. Ceca (bandiera)      | A     | David Lafata (capitano) |
| 22 | Rep. Ceca (bandiera)      | C     | Daniel Holzer           |
| 23 | Rep. Ceca (bandiera)      | A     | Josef Šural             |
| 24 | Rep. Ceca (bandiera)      | A     | Matěj Pulkrab           |
| 25 | Rep. Ceca (bandiera)      | C     | Mario Holek             |
| 26 | Zimbabwe (bandiera)       | D     | Costa Nhamoinesu        |
| 27 | Rep. Ceca (bandiera)      | P     | Miroslav Miller         |
| 28 | Rep. Ceca (bandiera)      | D     | Ondřej Zahustel         |

| N. |                       | Ruolo | Calciatore      |
| -- | --------------------- | ----- | --------------- |
| 30 | Rep. Ceca (bandiera)  | A     | Lukáš Juliš     |
| 31 | Rep. Ceca (bandiera)  | P     | Vojtěch Vorel   |
| 32 | Rep. Ceca (bandiera)  | A     | Josef Šural     |
| 33 | Rep. Ceca (bandiera)  | P     | Tomáš Koubek    |
| 34 | Rep. Ceca (bandiera)  | D     | Milan Piško     |
| 35 | Rep. Ceca (bandiera)  | P     | David Bičík     |
| 52 | Rep. Ceca (bandiera)  | C     | Daniel Köstl    |
| 43 | Rep. Ceca (bandiera)  | C     | Václav Dudl     |
| 44 | Rep. Ceca (bandiera)  | C     | Jan Fortelný    |
| 45 | Rep. Ceca (bandiera)  | C     | Filip Havelka   |
| 46 | Rep. Ceca (bandiera)  | C     | Milan Kadlec    |
| 47 | Rep. Ceca (bandiera)  | C     | Daniel Köstl    |
| 48 | Rep. Ceca (bandiera)  | C     | Matěj Majka     |
| 50 | Rep. Ceca (bandiera)  | A     | Ondřej Novotný  |
| 77 | Rep. Ceca (bandiera)  | A     | Václav Kadlec   |
| 78 | Rep. Ceca (bandiera)  | D     | Matěj Hybš      |
| 88 | Romania (bandiera)    | D     | Bogdan Vătăjelu |
| 93 | Slovacchia (bandiera) | P     | Viktor Budinský |
|    | Rep. Ceca (bandiera)  | D     | David Březina   |
|    | Rep. Ceca (bandiera)  | C     | Martin Matoušek |
|    | Rep. Ceca (bandiera)  | A     | David Surmaj    |